# Мысхакский сельский округ
Мысхакский сельский округ — административно-территориальная единица города Новороссийска.
Административный центр — село Мысхако.

## Современный статус
Мысхакский сельский округ, как сельские округа в целом, в ОКАТО и также Уставе Новороссийска числится в подчинении администрации города Новороссийска. В Росстате учитывается в составе Южного района и является его основой.
Согласно информации с официального сайта, округ находится в подчинении Новороссийского района города Новороссийска.

## Населённые пункты
Согласно ОКАТО, Уставу, а также информации с сайта города:
- село Мысхако,
- село Федотовка,
- село Широкая Балка.